# Wilfred van der Donk
Wilfred A. van der Donk (nacido el 21 de abril de 1966) es un enzimólogo y biólogo químico holandés-estadounidense. Es titular de la Cátedra Richard E. Heckert de Química en la Universidad de Illinois Urbana-Champaign.

## Primeros años y educación
van der Donk nació el 21 de abril de 1966 y se crio en Culemborg (Países Bajos), donde se quedó para obtener la licenciatura y el máster en química inorgánica en la Universidad de Leiden. A continuación, se trasladó a Estados Unidos para realizar su doctorado en la Universidad Rice con Kevin Burgess. Tras graduarse en 1994, realizó su trabajo postdoctoral en el Instituto Tecnológico de Massachusetts.

## Carrera profesional
Tras su puesto posdoctoral en el laboratorio de la química JoAnne Stubbe, van der Donk se incorporó al cuerpo docente de la Universidad de Illinois Urbana-Champaign en 1997.  En este puesto, "dilucidó el mecanismo por el que ciertas enzimas de los organismos anaeróbicos son capaces de romper los enlaces carbono-cloro y, por tanto, hacer menos tóxicas las moléculas de clorocarbono". También descubrió la vía química responsable de la conversión enzimática del fosfito en fosfato.  Por ello, obtuvo en 2001 una beca de investigación Sloan de la Fundación Alfred P. Sloan. En septiembre de 2003, van der Donk fue nombrado Químico William S. Hammack de la Facultad de Ciencias Químicas de la Universidad de Illinois Urbana-Champaign. También fue elegido para recibir el Premio Pfizer 2004 de la American Chemical Society (ACS) y fue nombrado Becario Universitario para el año académico 2004–2005. En estas funciones, identificó la actividad molecular de una enzima (LctM) responsable de convertir de forma natural una pequeña proteína en un lantibiótico. A principios del siguiente curso académico, van der Donk fue seleccionado para recibir el premio Arthur C. Cope Scholar Award 2006 de la ACS por su trabajo para responder a "antiguas preguntas sobre la acción de la enzima (COX-2) en la respuesta fisiológica del cuerpo a las lesiones e infecciones y para dilucidar el mecanismo por el que ciertas enzimas hacen menos tóxicos los contaminantes de clorocarbono". En marzo de 2006, el equipo de van der Donk informó de la síntesis del lantibiótico nisina y posteriormente demostró que la LctM podía aceptar sustratos muy diferentes a su sustrato natural, in vitro.
Como profesor de química, van der Donk fue nombrado investigador del Instituto Médico Howard Hughes en 2008 para identificar y explotar nuevas clases de compuestos con potencial como antibióticos. Dos años después, fue elegido miembro de la Real Sociedad de Química y de la Academia Americana de Microbiología. Van der Donk también fue reconocido por la Asociación Americana para el Avance de la Ciencia "por sus contribuciones pioneras al descubrimiento de productos naturales y la elaboración de su biosíntesis". En 2012, van der Donk y el profesor de microbiología William W. Metcalf descubrieron el origen de gran parte del metano en las regiones ricas en oxígeno del océano. También codescubrió la geobacilina, que es más estable que la nisina, con lo que podría ser más eficaz. Gracias a estos descubrimientos, van der Donk fue elegido miembro de la Academia Americana de las Artes y las Ciencias. En 2017, van der Donk fue nombrado Presidente del Programa de Becarios Searle.
En 2020, van der Donk fue nombrado ganador del Premio Pedler de la Real Sociedad de Química "por la aplicación combinada de la química orgánica, la biología molecular y la bioquímica al estudio de péptidos modificados postraduccionalmente y productos naturales fosfonados". También recibió el premio Harrison Howe de la Sección de la Sociedad Química Americana de Rochester. Durante la pandemia de COVID-19, van der Donk comenzó a investigar cómo evitar que el virus CoV-2 entrara en las células humanas. Colaboró con Erik Procko para trabajar en la imitación de la parte de la proteína ACE2 donde se une la proteína de la espiga como señuelos que se unen al virus y evitan que interactúe con el virus CoV-2. Ese mismo año también fue elegido miembro de la Academia Nacional de Ciencias.